# Roland Schmiedel
Roland Paul Gerhard Schmiedel (* 25. April 1888 in Cannstatt; † 6. Juli 1967 in Stuttgart) war ein deutscher Apotheker und Verlagsgründer.
Nach dem Gymnasiumsbesuch in Cannstatt und der pharmazeutische Lehrzeit in der Rats-Apotheke Jena studierte Schmiedel in Stuttgart und Tübingen Pharmazie und bestand 1910 an der TH in Stuttgart das Staatsexamen.
An der Universität Tübingen setzte er seine akademische Ausbildung fort, bestand 1912 die Lebensmittelchemiker-Hauptprüfung und promovierte zum Dr. rer. nat.
Nach kurzer Tätigkeit in der Apotheke des Katharinenhospitals in Stuttgart gründete er 1913 das Laboratorium Dr. Schmiedel und Gunzert und trat zugleich in die Schriftleitung der Süddeutschen Apotheker-Zeitung ein. Jedoch musste Schmiedel 1914 zunächst den Kriegsdienst ableisten und konnte erst 1919 die Schriftleitung der Zeitung vollständig übernehmen. Ein Jahr später wurde er deren Eigentümer. Im Januar 1919 wurde er in der Freimaurerloge Zu den 3 Cedern in Stuttgart zum Freimaurer aufgenommen.
1921 gründete er die Wissenschaftliche Verlagsgesellschaft in Stuttgart, die eine große Anzahl wissenschaftlicher Bücher publizierte. In den 1930er Jahren war Oberregierungsrat Schmiedel korrespondierendes Mitglied der Gesellschaft für Geschichte der Pharmazie. 1950 erwarb er die Verlagsrechte des Deutschen Apotheker-Verlags in Berlin, der damit nach Stuttgart umgesiedelt wurde.
Roland Schmiedel brachte in seinen Verlagen eine Vielzahl wissenschaftlicher Zeitschriften heraus, unter anderem: Medizinische Monatsschrift (1947), Naturwissenschaftliche Rundschau (1948), The German Economic Review (1963), Mundus (1965).
Daneben widmete sich Schmiedel anderen beruflichen und akademischen Aufgaben. Er war Apothekenvisitator für Württemberg (seit 1927), pharmazeutischer und chemischer Berichterstatter im württembergischen Innenministerium, Lehrbeauftragter für pharmazeutische Gesetzeskunde an der Universität Tübingen und der TH Stuttgart sowie Lehrbeauftragter für Lebensmittelchemie an der TH Stuttgart.
1952 ernannte ihn die Universität Tübingen zum Honorarprofessor.